# Paulínia
Paulínia là một đô thị ở bang São Paulo của Brasil. Đô thị này nằm ở vĩ độ 22°45'40" độ vĩ nam và kinh độ 47°09'15" độ vĩ tây, trên độ cao 590 m. Dân số năm 2007 là 73.014 người.
Diện tích là 141,72 km².

## Thông tin nhân khẩu
Dữ liệu dân số theo điều tra dân số năm 2000
Tổng dân số: 81 544
- Dân số thành thị: 50.762
- Dân số nông thôn: 564
- Nam giới: 25.688
- Nữ giới: 25.638

Mật độ dân số (người/km²): 368,46
Tỷ lệ tử vong trẻ sơ sinh dưới 1 tuổi (trên một triệu người): 12,21
Tuổi thọ bình quân (tuổi): 73,30
Tỷ lệ sinh (số trẻ trên mỗi bà mẹ): 1,94
Tỷ lệ biết đọc biết viết: 93,93%
Chỉ số phát triển con người (HDI-M): 0,847
- Chỉ số phát triển con người - Thu nhập: 0,811
- Chỉ số phát triển con người - Tuổi thọ: 0,805
- Chỉ số phát triển con người - Giáo dục: 0,924

(Nguồn: IPEADATA)

### Sông ngòi
- Sông Jaguari
- Sông Atibaia
- Ribeirão Quilombo

### Các xa lộ
- SP-332 - Rodovia General Milton Tavares de Souza
- PLN-020 - Rodovia Doutor Roberto Moreira